# Araignée de mer
Pour les articles homonymes, voir Araignée aquatique.
Ne doit pas être confondu avec araignée-crabe.
Taxons concernés
- parmi les Brachyura :
  - les Majoidea (sens large)
    - Famille des Majidae
      - Genre Maja (sens strict)
- Anciennement :
  - Vives
  - Quelques gastéropodesmodifier

Le plus souvent, le terme araignée de mer, araignée ou crabe-araignée, Maja est un nom vernaculaire qui sert à désigner les crabes de la super-famille des Majoidea, et plus particulièrement les deux espèces Maja squinado (mer Méditerranée) et Maja brachydactyla (océan Atlantique du nord-est), toutes deux largement exploitées pour la qualité de leur chair. Par extension, il peut aussi faire référence à l'ensemble des représentants des Majoidea dont la forme rappelle plus ou moins étroitement celle des Majidae : carapace triangulaire et pattes généralement longues, cette dernière caractéristique expliquant leur nom par analogie avec les araignées terrestres.
L'appellation ne se limite toutefois pas aux crustacés. Il existe en effet quelques espèces d'araignées vivant en mer, comme celles du genre Desis. La formule s'applique aussi régulièrement à l'ensemble des pycnogonides qui, eux aussi, ont une allure d'araignée. Elle est enfin attestée, au moins anciennement, pour des poissons, les vives (probablement en raison de leur caractère venimeux) ainsi que pour des gastéropodes dont l'ouverture, très élargie, est divisée en longues dents rappelant les pattes d'une araignée.

## Physiologie, comportement et écologie
Les caractéristiques générales des araignée de mer ou crabes araignées sont celles des Brachyura, avec des nuances pour chaque espèce : voir les articles détaillés pour plus d'informations sur leur description ou leur mode de vie.
Omnivores et prédateurs, ils ont un régime alimentaire varié : végétaux aquatiques (algues), échinodermes (étoiles de mer, oursins, concombres de mer, ophiures, crustacés (anomoures, brachyoures, isopodes), vers annélides, cnidaires (hydraires, mollusques (bivalves et gastéropodes), poissons morts ou vivants pris dans des engins de pêche (filet, nasse). Leurs pinces graciles sont peu adaptées pour broyer les coquilles à forte résistance.
En septembre-octobre, les adultes migrent au-delà de 50 mètres de fond puis se dirigent vers le large pour hiverner.  En mars, elles remontent entre la surface et 50 mètres, se rapprochant des côtes pour y rester jusqu'à l'automne suivant.
Comme tous les crustacés, l'araignée de mer possède un exosquelette qui supporte et protège l’animal. Rigide et peu extensible, cette carapace rend nécessaire le recours à des mues pour permettre la croissance. À la fin de leur période juvénile, les araignées de mer muent et s'extraient de leur carapace (exuviation), exposant ainsi un corps mou et sans défense aux prédateurs, jusqu'au moment où elles puisent suffisamment de sels de calcium et de magnésium dans l'eau de mer pour calcifier la chitine et rigidifier leur nouvelle carapace. Dans cette période de grande vulnérabilité, elles se regroupent dans des eaux peu profondes dans des rassemblements spectaculaires de plusieurs centaines d'individus se marchant les uns sur les autres. L’amoncellement également propice à la reproduction, semble être une stratégie de défense contre les prédateurs, les mâles adultes les plus gros se positionnent au-dessus des autres.
La plupart des araignées de mer connaissent douze à treize cycles de mues, dans le meilleur des cas, un membre perdu peut-être régénéré lors de la mue suivante. Après la maturité sexuelle vers l'âge d'environ deux ans, qui marque leur mue terminale, les araignées entament une vie au rythme des migrations saisonnières vers les zones côtières pour la reproduction. Elle n'ont alors plus la capacité de régénérer des membres perdus, le taux de mortalité augmente de ce fait.
Les principaux prédateurs de l’araignée de mer sont les poulpes, les homards et les poissons carnassiers (bar, congre). Les araignées sont plus vulnérables aux stades juvéniles et encore plus pendant les périodes de mue . 
Elles sont protégées par la convention de Berne (conservation de la vie sauvage et du milieu naturel en Europe). Leur prise est réglementée (en taille et quantité) pour les pêches professionnelles et de loisirs. Si elle n’est pas capturée, l’araignée de mer peut vivre de cinq à huit ans.

## Noms français et noms scientifiques correspondants
Liste alphabétique de noms vulgaires ou de noms vernaculaires attestés en français.

Note : certaines espèces ont plusieurs noms et figurent donc plusieurs fois dans cette liste. Les classifications évoluant encore, certains noms scientifiques ont peut-être un autre synonyme valide.
En gras, les espèces les plus connues des francophones.

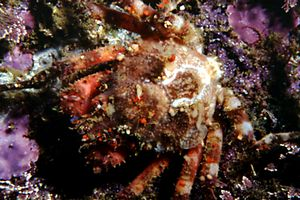
Araignée de mer ridée (Herbstia condyliata)

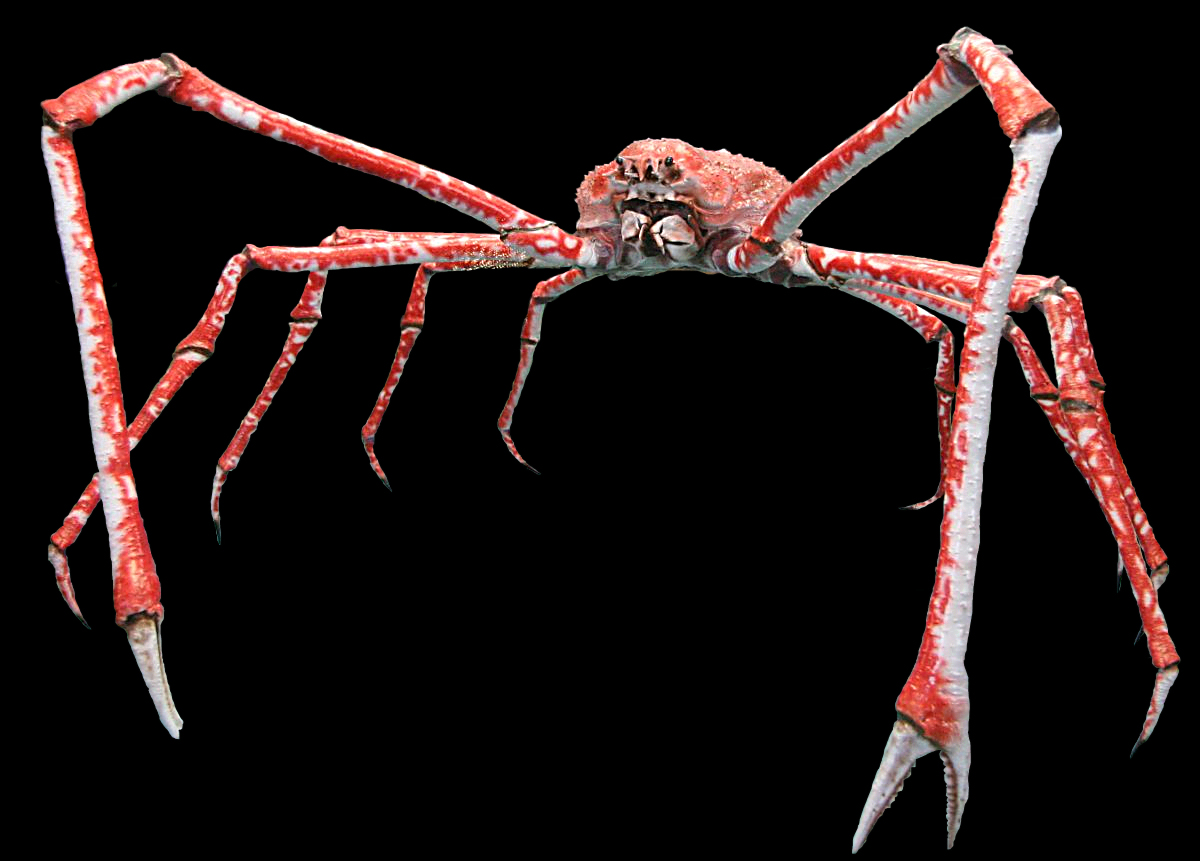
Araignée de mer géante du Japon (Macrocheira kaempferi)

- Araignée de mer - Hyas araneus[3] et Libinia emarginata
- Araignée de mer (atlantique) - Maja brachydactyla
- Araignée de mer (méditerranée) - Maja squinado
- Araignée de mer (sens large) - Macropodia rostrata
- Araignée de mer du nord - Hyas araneus
- Araignée de mer géante du Japon - Macrocheira kaempferi
- Araignée de mer ridée - Herbstia condyliata
- Araignée des anémones - Inachus phalangium
- Araignée du sud - Jacquinotia edwardsii
- Araignée hérissée - Maja goltziana
- Araignée naine - Maja crispata
- Araignée nez pointu - Stenorhynchus seticornis
- Araignée noire - Maja crispata
- Araignée nordique - Hyas araneus
- Araignée portuaire - Mithrax armatus
- Crabe araignée - Libinia emarginata
- Crabe araignée (sens large) - Leptomithrax spinulosus
- Crabe araignée de mer géante - Leptomithrax gaimardii
- Crabe araignée du Panama - Maiopsis panamensis[4]
- Crabe araignée géant du Japon - Macrocheira kaempferi[4]
- Crabe araignée velours - Stenocionops ovata[4]
- Crabe araignée - Hyas araneus[3]
- Petite araignée de mer - Maja crispata

## Évolution de cette dénomination

### Historique
En 1555, Pierre Belon est semble-t-il le premier naturaliste à désigner sous l'appellation d'« araignée de mer » (yraigne de mer) le crabe que nous connaissons aujourd'hui sous ce nom. Il l'identifie clairement à l'animal qu'Aristote, puis Pline l'Ancien nomment maia (μαία en grec). Il est en contradiction sur ce point avec Guillaume Rondelet qui, au même moment (1558), fait correspondre les maia de l'Antiquité avec son « Cancre Mæas », c'est-à-dire notre tourteau (Cancer pagurus) ; il n'évoque l'appellation « araignée de mer » ni dans ce paragraphe, ni dans le suivant qu'il consacre à son « Cancre Squinado », c'est-à-dire notre araignée. Jules César Scaliger, traducteur en français de l'Histoire des animaux d'Aristote, argumente toutefois dans le sens de Belon, rejetant l'interprétation de Rondelet. Par la suite, l'interprétation de Belon s'imposera peu à peu et, en 1801, Lamarck associera définitivement le nom de genre Maja aux araignées de mer.

En ces temps, à l'exception de Belon qui décrit l'espèce explicitement sous ce nom, le terme « araignée de mer » a une connotation visiblement vernaculaire. Les auteurs le soulignent régulièrement :

« Des crustacés... dont quelques-uns sont désignés, par les habitans de nos côtes maritimes, sous le nom d'araignées de mer, composent dans le supplément de l'Entomologie systématique de Fabricius, deux genres, ceux de parthenope et d'inachus. M. de Lamarck les a réunis en un, sous le nom de maja... »

— Jacques Eustache de Sève, 1817
À l'initiative de Lamarck, la nomenclature normalisée du XIXe siècle utilise « maïa » pour le nom français du genre Maja (qui à l'époque, est très large). Mais les auteurs de l'époque utilisent volontiers les termes « d'araignées de mer » ou « araignées marines » ou « crabes araignées » pour faire référence à l'ensemble des Majoidea, alors nommés trigonés ou oxyrinques (puis oxyrhynques).

### Usage actuel
Concernant la désignation de cette catégorie de crabes, l'usage actuel diffère au fond assez peu de ces sens anciens. Au plan vernaculaire, sur le littoral français, une araignée de mer est avant tout un crabe du genre Maja, M. squinado en Méditerranée, M. brachydactyla sur la façade atlantique. En France, La DGCCRF, l'administration chargée de ces questions, entérine d'ailleurs cet usage en réservant strictement l'appellation commerciale « araignée de mer » à Maja squinado, ce qui inclut toutefois M. brachydactyla, la distinction des deux espèces étant très récente. Cet usage est si ancré sur le littoral que, dans la pratique quotidienne, on se passe très généralement du qualificatif « de mer » et que l'on se contente de parler d'« araignées ».
Par ailleurs, ce sont surtout les spécialistes qui ont tendance à généraliser cette appellation, ou celle de « crabe-araignée », pour faire référence collectivement à la famille, voire au reste des Majoidea.

### Sources et bibliographie
- Jean-Jacques Carriou et Jean-Yves Le Lan, « L'araignée, le crabe aimé des Plœmeurois », Les cahiers du pays de Plœmeur, no 18,‎ décembre 2008, p. 40-47 (ISSN 1157-2574)